# 9638 Fuchs
9638 Fuchs (1994 PO7) là một tiểu hành tinh vành đai chính được phát hiện ngày 10 tháng 8 năm 1994 bởi Eric Walter Elst ở La Silla.